# Méhészudvarnok
Méhészudvarnok (másképp Szádudvarnok-Méhész, szlovákul: Dvorníky-Včeláre) község Szlovákiában, a Kassai kerület Kassa-környéki járásában.

## Fekvése
Kassától 37 km-re délnyugatra, a magyar határ mellett fekszik.

## Története
A falu területén a régészeti leletek tanúsága szerint már az újkőkorban és a korai bronzkorban is éltek emberek.

### Szádudvarnok
A 13. században királyi birtokként Torna várának uradalmához tartozott. Szádudvarnokot 1314-ben említik először, a 14. században több birtokosa volt. 1440-től Bebek Imre tulajdona, majd a Giskra János vezette husziták foglalják el. 1476-tól a Szapolyai családé, majd 1536-tól ismét a Bebekeké.1598-ban 52 lakott és 5 lakatlan ház állt a településen. 1617-ben Keglevich Miksa vásárolta meg. A 18. században magyar-szlovák vegyes lakosságú falu magyar többséggel. 1828-ban 89 házában 698 lakosa volt, többségben római katolikusok.

### Méhész
Méhészt 1314-ben „Othelek" néven említik először. 1345-ben Méhészi Péter fia János birtoka. 1430-ban nyolc portája volt. A 15. század közepéig a Méhészieké, majd a Szádelői, Szentkirályi és Kálnai családé. 1512-től a Nádasdyaké, 1606-tól a Monoki, 1660-tól a Helmeci család birtoka. A későbbiekben is több tulajdonosa volt. 1828-ban 25 házában 233 lakos élt, többségben kálvinista magyarok.
A trianoni diktátumig mindkét település Abaúj-Torna vármegye Tornai járásához tartozott. 1938 és 1945 között újra Magyarország része.
Szádudvarnok, Méhész  és Szádelő községeket 1964-ben Zádielske Dvorníky néven egyesítették, majd Szádelő kiválása után 1990-ben a Dvorníky-Včeláre nevet kapta.

## Népessége
| Év:            | 1994. | 2004.   | 2014.   | 2024.    |
| -------------- | ----- | ------- | ------- | -------- |
| Emberek száma: | 427   | 438     | 474     | 543      |
| Eltérés:       |       | +2,57 % | +8,21 % | +14,55 % |

| Év:            | 2023. | 2024.   |
| -------------- | ----- | ------- |
| Emberek száma: | 535   | 543     |
| Eltérés:       |       | +1,49 % |

1910-ben Szádudvarnokon 442-en, Méhészen 125-en, túlnyomórészt magyarok laktak.
2001-ben 445 lakosából 303 magyar és 140 szlovák.
2011-ben 434 lakosából 276 magyar és 128 szlovák.

## Lásd még
- Szádudvarnok
- Méhész
- Méhészudvarnok-Szádelő megállóhely